# Srednje Grčevje
Srednje Grčevje je naselje u slovenskoj Općini Novom Mestu. Srednje Grčevje se nalazi u pokrajini Dolenjskoj i statističkoj regiji Jugoistočnoj Sloveniji. 

## Stanovništvo
Prema popisu stanovništva iz 2002. godine naselje je imalo 52 stanovnika.